# 콜린 무어
콜린 무어(Colleen Moore, 1899년 8월 19일 ~ 1988년 1월 25일)는 미국의 배우이다.

## 출연 작품
- 더 파워 앤 더 글로리 (1933)
- 풋라이츠 앤 풀스 (1929)
- 오 케이! (1928)
- 벤허 (1925)